# Pelecorhynchus lunulatus
Pelecorhynchus lunulatus är en tvåvingeart som beskrevs av M. Josephine Mackerras och Fuller 1953. Pelecorhynchus lunulatus ingår i släktet Pelecorhynchus och familjen Pelecorhynchidae. Inga underarter finns listade i Catalogue of Life.